# Don Short
Don Short (Utah, 13 aprile 1895 – Riverside, 27 gennaio 1968) è stato un direttore della fotografia e sceneggiatore statunitense che lavorò negli anni venti alla Fox, collaborando diverse volte con Wallace Worsley in alcuni dei suoi film con Lon Chaney.

## Filmografia
- The Little Shepherd of Kingdom Come, regia di Wallace Worsley (1920)
- The Penalty, regia di Wallace Worsley (1920)
- Don't Neglect Your Wife, regia di Wallace Worsley (1921)
- L'asso di cuori (The Ace of Hearts), regia di Wallace Worsley (1921)
- The Devil Within, regia di Bernard J. Durning (1921)
- The Night Rose rinominato Voices of the City, regia di Wallace Worsley (1921)
- Gleam O'Dawn, regia di John Francis Dillon (1922)
- Strength of the Pines, regia di Edgar Lewis
- Iron to Gold, regia di Bernard J. Durning (1922)
- The Yellow Stain, regia di John Francis Dillon (1922)
- Strange Idols, regia di Bernard J. Durning (1922)
- Oath-Bound, regia di Bernard J. Durning (1922)
- The Fast Mail, regia di Bernard J. Durning (1922)
- The Yosemite Trail, regia di Bernard J. Durning (1922)
- Calvert's Valley, regia di John Francis Dillon (1922)
- Il giogo (While Justice Waits), regia di Bernard J. Durning (1922)
- Three Who Paid, regia di Colin Campbell (1923)
- L'undecima ora (The Eleventh Hour), regia di Bernard J. Durning (1923)
- Skid Proof
- Second Hand Love, regia di William A. Wellman (1923)
- La belva (The Wolf Man), regia di Edmund Mortimer (1924)